# Amir-Abbas Hoveyda
Amir-Abbas Hoveyda, född 18 februari 1919 i Teheran i Persien, död 7 april 1979 i Teheran, var premiärminister i Iran under perioden 27 januari 1965 – 7 augusti 1977.

## Biografi
Hoveyda var tillförordnad premiärminister 21 januari 1965 (fram till den 1 februari samma år), då dittillsvarande premiärministern Hassan Ali Mansur skottskadades svårt vid ett attentat i huvudstaden Teheran. Mansur avled sex dagar senare, varvid Hoveyda fick i uppdrag av Shahen att bilda en ny regering och utnämndes till ny premiärminister.
Han tillhörde partiet Iran Novin, som förespråkade den "vita revolutionen", som bland annat innebar rösträtt och ökad frihet för kvinnor, modernisering, sekularisering och samarbete med USA och västvärlden. Han var vice partiledare i partiet 1964–65 och partiledare 1965–77. Han var 1975 med och grundade Iran Novins efterföljande parti Rastakhiz och var dess förste partiledare 1975–77. Organiserade 1971 en stor jubileumsfest för den iranska monarkin, som blivit 2 500 år (där Sveriges nuvarande konung Carl XVI Gustaf var en av gästerna men då som kronprins).
Hoveyda var utbildad i väst och började som diplomat (bland annat ambassadör i flera västeuropeiska länder, Turkiet samt FN 1942–58) och var sedan oljebolagsdirektör innan han så småningom blev vice premiärminister och finansminister i regeringen Mansur år 1964; en post som han hade fram tills januari året därpå.
Hoveyda gifte sig 1966 med systern till Hassan Ali Mansurs hustru, då änka; de skilde sig dock 1971 men fortsatte att umgås och resa tillsammans. Han avrättades efter Shahens fall av den nya islamiska regimen i april 1979, efter en "rättegång" som helt styrdes av Khomeiniregimen och dess handplockade "domare". Han begravdes inte förrän flera månader efter avrättningen och han begravdes i en anonym grav (troligen massgrav) som "okänd avliden".

## Utmärkelser
- Kommendör med stora korset av Vasaorden, 24 november 1970.[2]